# Traversering
Traversering är en operation som kan göras på datastrukturen träd.
Djupet-först traversering:
- Vid postordertraversering gås alla nodens barn igenom innan noden själv gås igenom.
- Vid preordertraversering gås noden själv igenom innan barnen gås igenom.
- Vid inordertraversering gås vänster delträd igenom därefter noden själv och slutligen det högra delträdet.

Om inordertraversering genomförs på ett sorterat träd, så besöks noderna i ordning.

## Exempel
| - Preorder traversering ger sekvensen: F, B, A, D, C, E, G, I, H (rot, vänster, höger) - Inorder traversering ger sekvensen: A, B, C, D, E, F, G, H, I (vänster, rot, höger); notera att denna sekvens blir ordnad - Postorder traversering ger sekvensen: A, C, E, D, B, H, I, G, F (vänster, höger, rot) - Bredden-först traversering ger sekvensen: F, B, G, A, D, I, C, E, H |

## Pseudokod för inordertraversering
```
 besök(nod N)
   {
     besök(vänster barn till N)
     operera på N
     besök(höger barn till N)
   }
 besök(trädets rot);
```

## Pseudokod för preordertraversering
```
 besök(nod N)
   {
     operera på N
     besök(vänster barn till N)
     besök(höger barn till N)
   }
 besök(trädets rot);
```

## Pseudokod för postordertraversering
```
 besök(nod N)
   {
     besök(vänster barn till N)
     besök(höger barn till N)
     operera på N
   }
 besök(trädets rot);
```